# Витебск (Новосибирская область)
Витебск — деревня в Болотнинском районе Новосибирской области России. Входит в состав Боровского сельсовета.

## География
Площадь деревни — 15 гектаров

## История
В 1926 году выселок Витебский состоял из 23 хозяйств, основное население — белорусы. В административном отношении входил в состав Нижне-Елбакского сельсовета Болотнинского района Томского округа Сибирского края.
национальный состав
В 1926 году основное население — белорусы.

## Население
| 2002 | 2007 | 2010 |
| ---- | ---- | ---- |
| 265  | ↘263 | ↘257 |

 2023—200

## Инфраструктура
В деревне по данным на 2007 год функционируют 1 учреждение здравоохранения.

## Транспорт
Выезд на автодорогу межмуниципального значения 50 ОП МЗ 50Н-0411 «Болотное — Зудово — Козловка» (Постановление Администрации Новосибирской области от 18 февраля 2010 года N 65-паОб утверждении перечня автомобильных дорог общего пользования регионального и межмуниципального значения, относящихся к государственной собственности Новосибирской области (с изменениями на 27 октября 2020 года)).